# 2148 Epeios
2148 Epeios è un asteroide troiano di Giove del campo greco. Scoperto nel 1976, presenta un'orbita caratterizzata da un semiasse maggiore pari a 5,2153409 UA e da un'eccentricità di 0,0567134, inclinata di 9,14780° rispetto all'eclittica.
L'asteroide è dedicato a Epeo, il costruttore del cavallo di Troia.